# Moema hellneri
Moema hellneri är en fiskart som beskrevs av Costa 2003. Moema hellneri ingår i släktet Moema och familjen Rivulidae. Inga underarter finns listade i Catalogue of Life.